# 邓峪村石塔造像
邓峪村石塔造像，又称邓峪石塔，原本位于中國山西省晋中市榆社县城南9公里的邓峪村，1965年5月24日入选第一批（调整）山西省文物保护单位。据塔身题记，此塔雕刻于唐开元八年（公元720年）。邓峪石塔通高3.20米，自下至上分为底座、塔身、塔檐（含平座）、塔刹。塔身四方，高1.77米，通体浮雕并加彩绘，四面各雕主尊佛像一尊。评论称，邓峪石塔佛像造型端庄，脸型圆润，体态丰腴，神态沉稳，衣纹流畅，带有鲜明的盛唐风格。头光、肉髻、面相、胸腹、双腿、衣饰等处的细节处理突出体现了开元时期的造像特色。1996年，塔刹被盗，下落不明。1998年，塔身被盗，后来被卖到台湾。2015年，藏家将塔身捐给中台禅寺，中台禅寺则将塔身无偿捐赠给山西博物院。石塔的底座、塔檐一直保存在邓峪村，塔身现由山西博物院收藏，塔刹没有音讯。

## 历史
邓峪石塔是一座唐代造像塔，雕刻于唐开元八年（公元720年），塔身刻有题记“大唐开元八年岁次庚申三月甲寅朔十五日戊辰”。张驭寰《古建筑勘查与探究》提到，石塔位于邓峪村的一座古庙之中，当地人声称此塔是农民从耕地中挖出来的。1965年5月24日，邓峪村石塔造像被列入第一批（调整）山西省文物保护单位。
1996年，石塔塔刹被盗，此后下落不明。1998年9月10日，石塔塔身亦被盗。据时任榆社縣文管所所長王太明回忆，当时数名盗贼持枪作案，文保人员赶来之后被窃贼用铁丝绑在柱子上打晕。保管员被绑了一夜。次日村民报案。两年后，警方抓获了盗贼，盗贼供述已经以60万美金的价格把塔身卖到了台湾。十余年间，文物工作者都没有得到塔身的消息。邓峪石塔底座、塔檐仍保存在邓峪村。
2015年，台湾私人藏家将塔身捐给了中台禅寺。中台禅寺开山方丈释惟觉得知石塔塔身来自山西后，愿意无偿将其归还。2016年2月，中台禅寺常务副住持释见尊访问中华人民共和国国家文物局，主动提到中台禅寺有一件石塔可能是山西省失窃文物，希望大陆方面协助确认，若确认来自山西，中台禅寺愿意返还。2016年4月8日，惟觉长老圆寂，捐赠石塔的遗愿由弟子见灯负责。2016年5月，国家文物局组织专家赴榆社实地考察，初步确认中台禅寺藏品即属邓峪石塔。2016年7月，山西省文物局组织专家赴台湾鉴定，认定中台禅寺的石塔塔身与第二次全国文物普查档案和相关图书中邓峪石塔的石质、形象、色彩、题记等完全吻合，确认其为邓峪石塔的塔身。2016年8月13日，在中台世界博物馆落成大典上，山西博物院院长石金鸣与中台禅寺常务副住持释见尊共同签署《台湾中台禅寺向山西博物院捐赠文物协议》，并举行捐赠仪式。2017年1月19日，山西省文物局副局长刘正辉带队赴台组织文物接收。1月24日，塔身运抵山西博物院。根据之前国家文物局、山西省文物局的决定，塔身由山西博物院收藏。2017年4月16日，由国家文物局、山西省人民政府共同举办的“台湾中台禅寺捐赠唐代邓峪石塔塔身回归仪式”在山西博物院举行，邓峪石塔塔身正式入藏山西博物院。为展示石塔全貌，文物工作者依原物仿制了底座和塔檐，依照资料仿制了塔刹，与塔身组合在仪式上亮相。同日，山西博物院举办的“归来：唐代邓峪石塔特展”开幕，展期至5月21日。山西省副省长张复明在捐赠仪式上表示，将尽快完善榆社邓峪原址的安保条件，使塔身与塔座、塔檐合一。

## 形制
邓峪村石塔造像为砂岩质，通高3.20米，自下至上由底座、塔身、塔檐（含平座）、塔刹四部分套合组成。
底座下部为圆形，刻有覆莲。底座上部为八角形，上下各有两重枋，枋面无雕刻。上下两重枋之间的束腰部分，每面刻有一力士，空白处刻有供养人姓名。
塔身略呈方柱体，高1.77米，通体浮雕并加彩绘。四个面各雕有一主尊佛像，四个边棱雕有串珠形柱，上、中、下部各雕有束莲装饰。正面主尊佛像着通肩袈裟，带有火焰形背光，结跏趺坐在由两位力士承托的束腰莲花座之上。正面转角的串珠形柱上各盘有一条龙，龙头位于佛像之上，两龙龙头相对。右侧面主尊佛像为倚坐，穿通肩袈裟，双足各踏在一朵莲花之上，两朵莲花由同一位力士承托。力士左侧刻有两列题记，其中可辨识的有“李冲晖”三个字。左侧面主尊着通肩袈裟，带有火焰形背光，结跏趺坐在须弥座莲台之上，莲台由一位力士承托。须弥座束腰处有题记“大唐开元八年岁次庚申三月甲寅朔十五日戊辰”，题记一侧刻有“云骑尉耿玄？”（最后一字不清，可能为“质”字）。据考，云骑尉是唐朝中下级武官，正七品。另一侧刻有“耿玄庆”，力士右侧刻有“王怀贞”。背面主尊也穿有通肩袈裟，带有火焰形背光，双手置胸前，站在须弥座莲台上，须弥座束腰处有题记“李玄受、李冲玄、李还福”。
塔檐也呈八边形，上面有一平座。塔檐之上为塔刹：平座之上的第二层塔身为八边形，每面刻有力士，第二层塔身上为八角顶，其下叠涩出檐三层。
评论认为，邓峪石塔美观大方、古朴庄重，佛像造型端庄，脸型圆润，体态丰腴，神态沉稳，衣纹流畅，盛唐风格鲜明。头光、肉髻、面相、胸腹、双腿、衣饰等处的细节处理突出体现了开元时期的造像风格。邓峪石塔对唐代佛教艺术、唐代雕刻艺术等研究具有相当重要的价值。张驭寰曾在书中评价“这是唐代造像塔中最精彩的一座”。